# D.M. Luthers Und anderer vornehmen geistreichen und gelehrten Männer Geistliche Lieder und Psalmen
D.M. Luthers Und anderer vornehmen geistreichen und gelehrten Männer Geistliche Lieder und Psalmen är en koralbok från 1653 tryckt i Berlin. Johann Crüger uppges som sannolik tonsättare till en melodi där som används enligt 1921 års koralbok med 1819 års psalmer till psalmerna nr 128 och 592.

## Psalmer
- O min Jesus, dit du gått (1819 nr 128, 1986 nr 577) "Melodins huvudtext"
  - Sörj för mig, min Fader kär (1921 nr 592, 1986 nr 554) senare bytt melodi enligt 1986 års psalmbok